# Episodi di Chiamatemi Anna (terza stagione)
La terza e ultima stagione della serie televisiva Chiamatemi Anna, composta da 10 episodi, è stata trasmessa sul canale canadese CBC Television dal 22 settembre al 24 novembre 2019. I titoli degli episodi sono tratti dal romanzo Frankenstein di Mary Shelley, libro che Diana presta a Jerry durante la loro relazione segreta.
In Italia la stagione è stata interamente pubblicata il 3 gennaio 2020 sul servizio di video on demand Netflix. È stata inoltre trasmessa in chiaro su Rai 2 dal 31 luglio al 7 agosto 2020.
| nº | Titolo originale                                                | Titolo italiano                                                 | Prima TV Canada   | Pubblicazione Italia |
| -- | --------------------------------------------------------------- | --------------------------------------------------------------- | ----------------- | -------------------- |
| 1  | A Secret Which I Desired to Divine                              | Un mistero da scoprire                                          | 22 settembre 2019 | 3 gennaio 2020       |
| 2  | There Is Something at Work in My Soul Which I Do Not Understand | Nel mio animo si agita qualcosa che non so capire               | 29 settembre 2019 | 3 gennaio 2020       |
| 3  | What Can Stop the Determined Heart                              | Che cosa potrà frenare un cuore determinato                     | 6 ottobre 2019    | 3 gennaio 2020       |
| 4  | A Hope of Meeting You in Another World                          | Nella speranza di potervi di nuovo incontrare in un altro mondo | 13 ottobre 2019   | 3 gennaio 2020       |
| 5  | I Am Fearless and Therefore Powerful                            | Io non ho nulla da temere per questo sono così potente          | 20 ottobre 2019   | 3 gennaio 2020       |
| 6  | The Summit of My Desires                                        | L'apice dei miei desideri                                       | 27 ottobre 2019   | 3 gennaio 2020       |
| 7  | A Strong Effort of the Spirit of Good                           | Lo sforzo estremo compiuto dallo spirito del bene               | 3 novembre 2019   | 3 gennaio 2020       |
| 8  | Great and Sudden Change                                         | Cambiamento radicale e improvviso                               | 10 novembre 2019  | 3 gennaio 2020       |
| 9  | A Dense and Frightful Darkness                                  | Dense e spaventose tenebre                                      | 17 novembre 2019  | 3 gennaio 2020       |
| 10 | The Better Feelings of My Heart                                 | I miei sentimenti migliori                                      | 24 novembre 2019  | 3 gennaio 2020       |

## Un mistero da scoprire
- Titolo originale: A Secret Which I Desired to Divine
- Diretto da: Anne Wheeler
- Scritto da: Moira Walley-Beckett

### Trama
Una tribù pellerossa vende delle ottime mazze da hockey ai ragazzi di Avonlea. Anna entra in confidenza con una sua coetanea di quella tribù, Ka'kweth, e le chiede alcune cose su di loro per scrivere un articolo per il giornalino scolastico. Sebastian e Mary hanno una figlia, Delphine, e Marilla va ad aiutare la neo madre tre volte a settimana. Tutti i ragazzi più studiosi si preparano ad entrare alla Queen's Academy facendo delle lezioni aggiuntive, eccetto Diana che contro la sua volontà andrà a studiare a Parigi. Il giorno del suo sedicesimo compleanno Anna riceve alcune sorprese da Marilla e Matthew e le sue amiche organizzano per lei una festa a casa di Diana i cui genitori sono andati in città per tutto il giorno. La ragazza vorrebbe conoscere le origini della sua famiglia; Marilla e Matthew faticano ad acconsentire al viaggio verso l'orfanotrofio, non perché sia pericoloso ma perché Anna potrebbe rintracciare un lontano parente e rimanere con lui, ma alla fine approvano la sua partenza sapendo che quel viaggio la farà felice.
- Altri interpreti: Kiawentiio (Ka'kwet)

## Nel mio animo si agita qualcosa che non so capire
- Titolo originale: There is Something at Work in My Soul Which I Do Not Understand
- Diretto da: Kim Nguyen
- Scritto da: Jane Maggs

### Trama
Anna viene accompagnata da Gilbert fino a casa di Josephine, da lì va con Cole all'orfanotrofio mentre Gilbert prende lezioni di buone maniere in città con Winifred, la giovane segretaria del dottor Ward. All'orfanotrofio non ci sono documenti sulla famiglia di Anna, e la ragazza rivive i brutti momenti della sua infanzia trascorsa in quel luogo. Durante il ritorno Anna è sconsolata per non aver neanche saputo se i suoi genitori sono effettivamente morti o se l'hanno abbandonata, allora Cole suggerisce di tornare un'altra volta per consultare i documenti delle chiese. Elijah torna da sua madre, che ora vive a casa di Gilbert, e scopre che ha avuto una figlia da Sebastian. Questo non lo fa sentire a suo agio, e durante la notte scappa portando via degli oggetti preziosi che appartenevano al padre di Gilbert. Il giornalino scolastico è stato pubblicato in tutta Avonlea e Marilla scopre che Anna è stata nel villaggio dei pellerossa per intervistarli, rischiando di passare dei guai fraternizzando con degli sconosciuti; perciò, sentitasi ancora più tradita dopo che la ragazza ha voluto andare alla ricerca delle proprie origini, le proibisce di tornare sia nel villaggio che in Nuova Scozia.

## Che cosa potrà frenare un cuore determinato
- Titolo originale: What Can Stop the Determined Heart
- Diretto da: Anne Wheeler
- Scritto da: Shernold Edwards

### Trama
Il governo offre dei posti in un collegio istituito ad Halifax per alfabetizzare i bambini e i ragazzi delle tribù native americane; la signora Lynde la trova subito un'ottima idea ma ha timore di proporla ai genitori di Ka'kweth, perciò ci pensa Gilbert. La malattia che Mary ha da parecchi giorni è molto preoccupante e Gilbert va a chiamare il dottor Ward a Charlottetown, il quale sentenzia che a Mary resta poco più di una settimana di vita. Matthew e Marilla le riportano Delphine, che era stata affidata loro per paura che si contagiasse, e Gilbert va nel Bog a cercare Elijah, che però ha pagato il barista per dire che è all'estero. Gilbert comunica la notizia alle amiche di Mary, Constance e Jocelyn, che vanno subito a stare con lei. Su consiglio di Anna, Mary scrive per Delphine una lettera in cui racconta di lei, che Sebastian dovrà consegnare alla figlia quando sarà cresciuta. Constance e Jocelyn con l'aiuto di tutti gli altri amici organizzano una festa pasquale in anticipo per Mary nel giardino dei Barry. Alla fine della festa recitano tutti insieme la preghiera semplice cristiana, e Mary ringrazia il cielo per la bellissima vita che ha avuto.
- Altri interpreti: Kiawentiio (Ka'kwet)

## Nella speranza di potervi di nuovo incontrare in un altro mondo
- Titolo originale: A Hope of Meeting You in Another World
- Diretto da: Norma Bailey
- Scritto da: Tracey Deer

### Trama
Elijah non prende parte al funerale di Mary, ma se ne pente dopo aver letto la lettera che Sebastian gli ha recapitato. Diana, in visita alla casa di Jerry dopo una passeggiata, finge di slogarsi una caviglia per trascorrere liberamente del tempo con loro. Marilla è troppo indaffarata con Delphine e dal droghiere assorbe amaramente gli insulti razzisti rivolti alla bambina e alle cure innocenti che lei le dà. Muriel sopraggiunge al momento giusto per aiutarla e Marilla le confida l'altra sua preoccupazione, cioè le ricerche di Anna. Secondo la signorina Stacy, il rapporto di amore che lega Anna a Marilla e Matthew non terminerà con l'eventuale apparizione di un lontano parente: infatti anche lei non smetterà di amare il suo defunto marito anche se dovesse risposarsi come vorrebbe Rachel, ma il suddetto rapporto dev'essere alimentato costantemente da entrambi i capi del filo. Convintasi di questo, Marilla inizia ad appoggiare la ricerca di Anna, che ora si estende alla città di Glen Mark in Scozia.
- Altri interpreti: Kiawentiio (Ka'kwet)

## Io non ho nulla da temere per questo sono così potente
- Titolo originale: I Am Fearless and Therefore Powerful
- Diretto da: Paul Fox
- Scritto da: Naledi Jackson

### Trama
A scuola i ragazzi prendono parte a una lezione di ballo, che esalta le loro attrazioni amorose, e ne fa sbocciare una tra Anna e Gilbert. Ruby ha paura di entrare in contatto con i ragazzi perché sua madre dice che rimarrebbe incinta e Charlie dice ad Anna che le donne troppo intelligenti rischiano di diventare infertili. Tutte le ragazze hanno paura di credere a queste cose ma la signorina Stacy e Gilbert le smentiscono. Jerry si è innamorato di Diana e lei ricambia il sentimento, ma non è ancora pronta per farlo sapere ai suoi genitori e ad Anna. Sebastian scrive una lettera a sua madre sperando che possa prendersi cura di Delphine. Gilbert scrive una biografia di Mary da pubblicare sulla gazzetta di Avonlea; leggendola i signori Barry si commuovono e per scusarsi di non aver mai accolto gli inviti di Mary decidono che sosterranno la situazione familiare della figlia.

## L'apice dei miei desideri
- Titolo originale: The Summit of My Desires
- Diretto da: Norma Bailey
- Scritto da: Amanda Fahey

### Trama
Anna sente di provare qualcosa per Gilbert, e Diana le fa capire che forse ne è innamorata. Alla fiera dell'isola, Anna chiede a una veggente se i suoi sentimenti sono veri e lei, descrivendo esattamente quello che Anna si aspettava di sentire, le crede, ma subito dopo vede Gilbert camminare in compagnia di Winifred. Matthew, che sperava di vincere contro il suo rivale Jack con il suo ravanello gigante, deve accontentarsi della coccarda dell'ortaggio "più insolito" e Anna, che ha messo del linimento nella torta di Mary credendolo vaniglia, non vince il concorso di dolci, aggiudicato ancora una volta da Marilla grazie ai suoi bignè. Prima di tornare a casa, Anna, Marilla e Matthew fanno un giro in mongolfiera per riacquistare il buonumore. La sera, durante il ballo ad Avonlea, Billy tenta di prendersi delle libertà con Josie Pie, ma lei si rifiuta di concedergliele. Così, oltre ai pettegolezzi sulla fidanzata di Gilbert, ne nascono altri su Josie, scaturiti proprio da Billy.

## Lo sforzo estremo compiuto dallo spirito del bene
- Titolo originale: A Strong Effort of the Spirit of Good
- Diretto da: Paul Fox
- Scritto da: Kathryn Borel, Jr

### Trama
Anna pubblica un manifesto di protesta per quanto successo durante la fiera a Josie Pye e tutta Avonlea ne rimane scandalizzata. Anna viene cacciata dal giornale scolastico e lasciata da parte, fino a che Gilbert non spiega che l'ha fatto per un'amica e fa capire ai loro compagni che Anna aiuterebbe chiunque di loro. Anna viene poi a sapere da Jerry che stava insieme a Diana, ma è confuso perché la ragazza, che inizialmente sembrava ricambiare il sentimento, lo fa talvolta sentire a disagio. Anna affronta l'amica chiedendo se reputa anche lei inadeguata alla sua compagnia e, arrabbiata, chiude ogni rapporto con Diana facendo soffrire entrambe. Il consiglio del paese, ad eccezione della signora Lynde che non è riuscita a opporsi, ha imposto severe regole per il giornale dei ragazzi che organizzano una pacifica manifestazione per dissentire sotto la guida di Anna, la quale riesce a fare pace con Josie. Nonostante l'approvazione della comunità nei confronti dei ragazzi, di notte i membri del consiglio entrano a scuola e requisiscono la macchina da stampa che avevano donato. Nel lasciare il luogo, uno degli anziani getta un sigaro tra l'erba che poco dopo prende fuoco.

## Cambiamento radicale e improvviso
- Titolo originale: Great and Sudden Change
- Diretto da: Amanda Tapping
- Scritto da: Jane Maggs

### Trama
La giovane Ka'kweth riesce a scappare dal collegio, nascondendosi prima sotto il carro del lattaio, poi in una cassa pronta a salpare. Seguendo la ferrovia e il fiume, giunge stremata, ma finalmente libera alla sua tribù, riabbracciando la madre e il padre. Anna scopre che l'edificio scolastico è andato in fiamme durante la notte, e all'arrivo della signorina Stacy e dei compagni si constata che tra le macerie manca la macchina da stampa. La signorina Stacy incita comunque i ragazzi a prepararsi per gli esami e li invita a casa sua. Sebastian arriva alla fattoria con la madre che ha voluto andare ad aiutarlo con la piccola Delphine. La convivenza non è facile: lei, abituata a servire padroni bianchi, è molto dura col figlio e fin troppo servizievole con Gilbert, mentre Bash le rinfaccia di aver riverito più i padroni di suo figlio quando ne aveva bisogno. Diana, che ha definitivamente rotto con Jerry, sostiene l'esame di ammissione alla Queen's Academy dietro sollecitazione di zia Josephine, e tutti i ragazzi festeggiano attorno a un falò quella sera stessa. Gilbert torna ad Avonlea dopo aver sostenuto i suoi esami e aver ricevuto dal padre di Winifred il sostegno economico per entrare nella Sorbonne di Parigi e la mano di sua figlia, ne parla con Anna spiegandole che è lei l'unico motivo che lo trattiene dall'accettare, ma riceve una risposta confusa che interpreta come un rifiuto. Il giorno seguente la signora Lynde e Marilla riescono abilmente a far votare che le donne ammesse al consiglio debbano essere quattro e non più una sola. Le lacrime di Minnie May, che è stanca di dover trasfigurare il suo essere per compiacere i genitori, fanno riflettere Diana che corre da Anna per chiederle di tornare amiche. Anna, tornata in pace con se stessa, ottiene la consapevolezza del suo amore per Gilbert.
- Altri interpreti: Kiawentiio (Ka'kwet)

## Dense e spaventose tenebre
- Titolo originale: A Dense and Frightful Darkness
- Diretto da: Paul Fox
- Scritto da: Tracey Deer, Shernold Edwards

### Trama
Anna, su consiglio di Marilla, va da Gilbert per dichiararsi, ma lui è dai Barry per parlare di affari. Anna gli lascia sul tavolo della cucina un biglietto d'amore. I guardiani del collegio arrivano armati al villaggio indiano, rapiscono Ka'kweth e feriscono il padre di lei. La tribù decide di spostare il loro campo nel timore di altre incursioni, mentre i genitori della piccola Ka'kweth vanno a Green Gables in cerca di aiuto. Matthew e Anna li accompagnano al collegio ma trovano solo ostilità, perciò, mentre i genitori si accampano pacificamente appena fuori della proprietà del collegio decisi a non andare via senza la figlia, Anna e Matthew tornano alla fattoria con l'intenzione di rendere pubblica la vicenda attraverso un giornale. Diana, che ha sentito il padre congratularsi con Gilbert per il matrimonio così vantaggioso che gli si prospetta davanti, corre da Anna che però non è ancora arrivata, così racconta tutto a Marilla. Gilbert è indeciso: tutto intorno a lui gli parla di Anna, ma crede che lei non lo corrisponda. Infatti il biglietto di Anna, inavvertitamente, scivola dal tavolo e finisce a pezzi tra l'erba senza essere stato letto. Tornata a casa, Anna viene a sapere tutto. È sconsolata e al contempo ignara dei sentimenti di Gilbert, quindi va alla sua fattoria per parlargli di persona e ottenere una risposta certa, ma il ragazzo è da poco partito per andare da Winifred.
- Altri interpreti: Kiawentiio (Ka'kwet)

## I miei sentimenti migliori
- Titolo originale: The Better Feeling of My Heart
- Diretto da: Amanda Tapping
- Scritto da: Moira Walley-Beckett

### Trama
Gilbert è innamorato di Anna, e anche se lei non lo corrisponde egli non vuole sposare Winifred, che gli chiede il favore di non parlare della loro separazione prima della sua partenza per l'Europa. Gilbert torna ad Avonlea, dove scopre di aver passato l'esame di ammissione al college con il miglior punteggio fra tutti i compagni, a pari merito con Anna, e chiede alla signorina Stacy di mettere una buona parola per lui per poter frequentare l'università di Toronto, visto che non frequenterà la Sorbonne. Anche Diana ha passato l'esame e lo confessa ai genitori, che inizialmente le negano drasticamente il permesso di beneficiarne, ma, dopo un confronto con Marilla e Gilbert sulle scelte di vita personali attuate dai figli, tornano sui loro passi. Alla vigilia della partenza di Anna, Matthew le si dimostra distante chiedendo a Jerry di trasferirsi a vivere a Green Gables mentre Anna non ci sarà. La ragazza ci rimane malissimo pensando di non essere più desiderata, ma, come Matthew le spiegherà, il suo distaccamento è una spinta verso la vita degli adulti priva di rimorsi e nostalgie, e l'anziano fattore sentirà sempre la mancanza della sua pupilla. Elijah nel frattempo fa visita a Bash chiedendogli perdono per tutto e domandandogli di poter far parte della vita di Delphine. Bash gli concede solo di dormire nella stalla per una notte, però quando vede che il ragazzo è sinceramente pentito gli permette di restare. Marilla riceve una lettera dalla Nuova Scozia che contiene informazioni sulle origini di Anna e gliela porta assieme a Matthew a Charlottetown mentre è ospite di zia Josephine, ma quando la ragazza legge il contenuto senza trovare nulla di significativo rimane molto delusa, anche se non lo dà a vedere. Marilla e Matthew prendono dunque l'iniziativa di visitare la signora Thomas di persona, la prima benefattrice di Anna, e proprio nell'umile dimora di Katie Maurice trovano il libro "Il linguaggio dei fiori" con tanto di dedica da Walter a Bertha Shirley. Come fece Anna, anche Gilbert aveva scritto alla sua amata una lettera di dichiarazione che per una spiacevole situazione non è stata letta, ma i due ragazzi vengono ugualmente messi al corrente dei loro reciproci sentimenti da Winifred e Diana, così Gilbert interrompe il viaggio verso la sua università per andare da Anna, che a sua volta stava per raggiungerlo a Toronto. Finalmente si trovano e, dopo un lungo bacio, si dichiarano e promettono di scriversi visto la prossima lontananza. A quel punto arrivano anche Matthew e Marilla che portano ad Anna il libro dei suoi genitori. Leggendolo, Anna scopre che la madre faceva l'insegnante e che nel libro ci sono appunti scritti da lei e un suo ritratto: aveva i capelli rossi. Anna è felice e scrive al suo amato Gilbert di questa emozionante scoperta.